# 후나키정
후나키정(船木町)은 일본 야마구치현 아사군에 설치되었던 정이다. 현재의 우베시의 일부에 해당한다.